# Cam Akers
(en) Statistiques sur pro-football-reference
Cam Akers, né le 22 juin 1999 à Jackson au Mississippi, est un joueur américain de football américain qui évolue au poste de running back. Il joue pour la franchise des Texans de Houston dans la National Football League (NFL).

## Biographie

### Carrière universitaire
Étudiant à l'université d'État de Floride, il joue avec les Seminoles de Florida State de 2017 à 2019.

### Carrière professionnelle
Il est sélectionné au deuxième tour, 52e rang au total, par les Rams de Los Angeles à la draft 2020.
Lors de la semaine 11 contre les Buccaneers de Tampa Bay, Akers marque son premier touchdown en carrière dans la NFL dans la victoire de 27 à 24,.
Il remporte le Super Bowl LVI avec les Rams le 13 février 2022.